# Olga Sobotková
Olga Sobotková, rozená Pekárková (* 18. května 1981), je bývalá manželka bývalého předsedy vlády České republiky, Bohuslava Sobotky, jenž vykonával premiérský úřad v letech 2014–2017.

## Osobní život
Pochází z táborských Měšic. V letech 1995–1999 studovala na Střední zemědělské škole v Táboře.
V dubnu 2003 se provdala za Bohuslava Sobotku na Zámku Hluboká. V roce 2003 se jim narodil první syn David a v roce 2009 druhý syn Martin. Dne 8. června 2017 vydala spolu se svým manželem společné prohlášení o odluce. Rozvod proběhl v září 2018.

## Profesní život
Pracovala na sekretariátu poslaneckého klubu. Dále pracovala i jako asistentka předsedy klubu, Bohuslava Sobotky.